# 1948 no jornalismo
Nesta página encontrará referências aos acontecimentos directamente relacionados com o jornalismo ocorridos durante o ano de 1948.

## Eventos
- Fundação do jornal diário desportivo português "Record".

## Nascimentos
| Data            | Nome                    | Profissão                                                                          | Nacionalidade | Observações | Ref |
| --------------- | ----------------------- | ---------------------------------------------------------------------------------- | ------------- | ----------- | --- |
| 26 de janeiro   | David Lopes Ramos       | jornalista                                                                         | Portugal      | m. 2011     |     |
| 27 de fevereiro | Ruy Castro              | jornalista e escritor                                                              | Brasil        |             |     |
| 11 de março     | Ricardo Kotscho         | jornalista e escritor                                                              | Brasil        |             |     |
| 31 de maio      | Marília Gabriela        | jornalista, entrevistadora, apresentadora de televisão, atriz, cantora e escritora | Brasil        |             |     |
| 9 de agosto     | Carlos Cáceres Monteiro | jornalista                                                                         | Portugal      | m. 2006     |     |
| 22 de setembro  | Theo Dutra              | jornalista, poeta e advogado                                                       | Brasil        | m. 1973     |     |

## Mortes
| Data           | Nome                   | Profissão                                         | Nacionalidade | Observações | Ref   |
| -------------- | ---------------------- | ------------------------------------------------- | ------------- | ----------- | ----- |
| 16 de junho    | Eugênia Álvaro Moreyra | jornalista, atriz, diretora de teatro e feminista | Brasil        | n. 1898     |       |
| 26 de setembro | Eduardo de Noronha     | militar, jornalista e escritor                    | Portugal      | n. 1859     | [ 1 ] |